# Scottish Open 1930
Die Scottish Open 1930 als offene internationale Meisterschaften von Schottland im Badminton fanden Mitte Januar 1930 in Glasgow statt. Gemeinsam mit den offenen Titelkämpfen fanden auch die geschlossenen nationalen Titelkämpfe von Schottland statt.

## Finalergebnisse der Scottish Open
| Disziplin    | Sieger                              | Finalist                        | Ergebnis          |
| ------------ | ----------------------------------- | ------------------------------- | ----------------- |
| Herreneinzel | Willoughby Hamilton                 | Arthur Hamilton                 | w.o.              |
| Dameneinzel  | Marian Horsley                      | Margaret Tragett                | 11-6, 8-11, 11-7  |
| Herrendoppel | Arthur Hamilton Willoughby Hamilton | F. L. Treasure H. E. B. Neilson | 15-10, 15-13      |
| Damendoppel  | Margaret Tragett C. T. Duncan       | M. K. King-Clark D. H. Ramage   | 18-15, 15-8       |
| Mixed        | Arthur Hamilton Mavis Hamilton      | T. G. Dempster D. H. Ramage     | 15-17, 15-9, 15-6 |

## Sieger der Closed Scottish Championships
| Disziplin    | Sieger                        |
| ------------ | ----------------------------- |
| Herrendoppel | James Barr H. E. B. Neilson   |
| Damendoppel  | M. K. King Clark D. H. Ramage |
| Mixed        | James Barr M. K. King Clark   |